# Villa Kintiarina (distrito)
Distrito peruano de Villa Kintiarina é um dos 9 distritos da Província de La Convención, situada no Departamento de Cusco, pertenecente a Região Cusco, Peru

## Transporte
O distrito de Villa Kintiarina não é servido pelo sistema de estradas terrestres do Peru.